# Edward Stratemeyer
Edward L. Stratemeyer, född 4 oktober 1862 i Elizabeth i New Jersey, död 10 maj 1930 i Newark i New Jersey, var en amerikansk barnboksförfattare och grundare av Stratemeyersyndikatet. Han ansågs att vara bland de mest produktiva författarna i världen, med över totalt 1 300 skrivna böcker, och mer än 500 miljoner sålda exemplar.
Edward Stratemeyer har gjort sig känd för att ha skapat och skrivit ett flertal välkända barnboksserier. Bland alla av hans skrivna verk märks Bröderna Hardy och Kitty Drew, som har givits ut under de respektive författarnamnen Franklin W. Dixon och Carolyn Keene.
Stratemeyer gifte sig med affärsmansdottern Magdalena Van Camp den 25 mars 1891. Han fick tillsammans med henne två döttrar vid namn Harriet Stratemeyer Adams (1892–1982) och Edna C. Squier (1895–1974), som senare kom att ta över Stratemeyersyndikatet från sin far. Han gick bort i en form av lunginflammation den 10 maj 1930 i New Jerseys största stad Newark. Han ligger begravd på kyrkogården Evergreen Cemetery, belägen i Hillside i Union County, New Jersey.